# Araneus diversicolor
Araneus diversicolor là một loài nhện trong họ Araneidae.
Loài này thuộc chi Araneus. Araneus diversicolor được William Joseph Rainbow miêu tả năm 1893.